# Edita Pučinskaitė
Edita Pučinskaitė (Naujoji Akmenė, 27 november 1975) is een voormalig Litouws wielrenster. Ze was prof van 1999 tot 2010.

## Carrière
Pučinskaitė werd in 1999 Wereldkampioene wielrennen in het Italiaanse Verona, voor de Australische Anna Wilson en haar landgenote en titelverdedigster Diana Žiliūtė. Daarnaast won ze ook nog het eindklassement van de Giro Donne (2006) en de La Grande Boucle Féminine (1998) en heeft ze etappes in onder andere de Thuringen-Rundfahrt en de Tour de l'Aude op haar palmares staan. In totaal won ze maar liefst dertien eindklassementen, waarvan drie in de Tour de l'Ardèche.

## Erelijst
1997
- Liberty Classic
- Jongerenklassement Ronde van Italië

1998
- Litouws kampioen tijdrit op de weg, Elite
- 4e etappe Ronde van Thüringen
- Eindklassement Ronde van Thüringen
- 1e, 3e (deel B) en 4e etappe La Grande Boucle Féminine
- Eindklassement La Grande Boucle Féminine

1999
- Litouws kampioen tijdrit op de weg, Elite
- Eindklassement Giro Toscana Internazionale Femminile
- Wereldkampioen op de weg, Elite

2000
- Klimmerstrofee
- 8e etappe Ronde van Italië
- 7e en 8e (deel B) etappe La Grande Boucle Féminine

2001
- 2e etappe Tour de l'Aude Cycliste Féminin
- Eindklassement Trophée d'Or

2002
- 8e etappe Tour de l'Aude Cycliste Féminin
- Litouws kampioen tijdrit op de weg, Elite
- 2e etappe (deel B) Emakumeen Bira
- Eindklassement Emakumeen Bira

2003
- Litouws kampioen op de weg, Elite
- 2e etappe Ronde van Toscane
- Eindklassement Tour de l'Ardèche

2004
- WB-wedstrijd GP Ouest France-Plouay
- 2e etappe Ronde van Italië
- 4e etappe Trophée d'Or
- Eindklassement Trophée d'Or
- 2e etappe Ronde van Toscane

2005
- Ronde van Bern
- Eindklassement Tour de l'Ardèche
- 4e etappe Giro del Trentino Alto Adige-Südtirol
- 6e etappe Ronde van Thüringen
- Proloog, 1e en 2e etappe Ronde van El Salvador

2006
- Litouws kampioen tijdrit, Elite
- 10e etappe Ronde van Italië
- Eindklassement Ronde van Italië
- Eindklassement Tour de l'Ardèche

2007
- Litouws kampioen tijdrit op de weg, Elite
- WB-wedstrijd Ronde van Bern
- Proloog en 3e etappe Ronde van Italië
- Eindklassement Ronde van Italië
- Emakumeen Saria
- Eindklassement UCI Road Women World Cup
- 1e en 2e etappe Giro del Trentino Alto Adige-Südtirol
- Eindklassement Giro del Trentino Alto Adige-Südtirol

2009
- 2e etappe Ronde van Italië

2010
- 2e etappe Ronde van Thüringen

- Virtual International Authority File: 2059154260686424480004